# River Mole (vattendrag i Storbritannien, lat 50,98, long -3,88)
River Mole är ett vattendrag i Storbritannien.   Det ligger i riksdelen England, i den södra delen av landet, 270 km väster om huvudstaden London.